# Club Atlético River Plate 2009-2010
Questa voce raccoglie le informazioni riguardanti il Club Atlético River Plate nelle competizioni ufficiali della stagione 2009-2010.

## Stagione
Il River Plate attraversa un periodo poco felice e non va oltre la metà bassa della classifica in campionato. Nell'Apertura il tecnico è Astrada, che non riesce a portare il club a qualificarsi per alcuna competizione internazionale, chiudendo il torneo al 14º posto in classifica. Per il Clausura viene messo sotto contratto Ángel Cappa, ex tecnico dell'Huracán, che nel campionato precedente aveva raggiunto la seconda posizione, sfiorando la vittoria. Con il nuovo allenatore, la squadra ha un lieve miglioramento, ma la posizione in classifica non migliora di molto: 13º posto. Invitato dalla CONMEBOL alla Sudamericana 2009, il River Plate viene eliminato al turno preliminare dal Lanús con un risultato complessivo di 3-1.

## Maglie e sponsor
Lo sponsor tecnico per la stagione 2009-2010 è Adidas, mentre lo sponsor ufficiale è Petrobras.
| Casa | Trasferta | Terzo |

## Rosa
| N. |                      | Ruolo | Calciatore          |
| -- | -------------------- | ----- | ------------------- |
|    | Argentina (bandiera) | P     | Leandro Chichizola  |
|    | Argentina (bandiera) | P     | Gonzalo Marinelli   |
|    | Argentina (bandiera) | P     | Nicolás Navarro     |
|    | Argentina (bandiera) | P     | Juan Ojeda          |
|    | Argentina (bandiera) | P     | Mario Vega          |
|    | Argentina (bandiera) | D     | Gustavo Cabral      |
|    | Argentina (bandiera) | D     | Maximiliano Coronel |
|    | Uruguay (bandiera)   | D     | Juan Manuel Díaz    |
|    | Argentina (bandiera) | D     | Paulo Ferrari       |
|    | Argentina (bandiera) | D     | Alexis Ferrero      |
|    | Argentina (bandiera) | D     | Danilo Gerlo        |
|    | Argentina (bandiera) | D     | Mateo Musacchio     |
|    | Argentina (bandiera) | D     | Lucas Orbán         |
|    | Argentina (bandiera) | D     | Facundo Quiroga     |
|    | Argentina (bandiera) | D     | Nicolás Sánchez     |
|    | Argentina (bandiera) | D     | Cristian Villagra   |
|    | Argentina (bandiera) | C     | Matías Abelairas    |
|    | Argentina (bandiera) | C     | Facundo Affranchino |
|    | Argentina (bandiera) | C     | Matías Almeyda      |
|    | Argentina (bandiera) | C     | Rodrigo Archubi     |
|    | Argentina (bandiera) | C     | Diego Barrado       |
|    | Argentina (bandiera) | C     | Diego Buonanotte    |
|    | Argentina (bandiera) | C     | Adrián Cirigliano   |

| N. |                      | Ruolo | Calciatore               |
| -- | -------------------- | ----- | ------------------------ |
|    | Paraguay (bandiera)  | C     | Javier Cohene            |
|    | Argentina (bandiera) | C     | Mauro Díaz               |
|    | Argentina (bandiera) | C     | Augusto Fernández        |
|    | Argentina (bandiera) | C     | Marcelo Gallardo         |
|    | Argentina (bandiera) | C     | Martín Galmarini         |
|    | Argentina (bandiera) | C     | Fabio Giménez            |
|    | Argentina (bandiera) | C     | Erik Lamela              |
|    | Argentina (bandiera) | C     | Gonzalo Ludueña          |
|    | Argentina (bandiera) | C     | Ariel Ortega             |
|    | Paraguay (bandiera)  | C     | Miguel Ángel Paniagua    |
|    | Argentina (bandiera) | C     | Roberto Pereyra          |
|    | Paraguay (bandiera)  | C     | Rodrigo Rojas            |
|    | Argentina (bandiera) | C     | Andrés San Martín        |
|    | Argentina (bandiera) | A     | Juan Ignacio Antonio     |
|    | Argentina (bandiera) | A     | Gustavo Bou              |
|    | Argentina (bandiera) | A     | Gustavo Canales          |
|    | Argentina (bandiera) | A     | Cristian Fabbiani        |
|    | Argentina (bandiera) | A     | Gustavo Martín Fernández |
|    | Argentina (bandiera) | A     | Rogelio Funes Mori       |
|    | Argentina (bandiera) | A     | Gonzalo Gil              |
|    | Argentina (bandiera) | A     | Andrés Rios              |
|    | Argentina (bandiera) | A     | Mauro Rosales            |
|    | Argentina (bandiera) | A     | Daniel Villalba          |

## Statistiche

### Statistiche di squadra
| Competizione          | Punti | Totale | Totale | Totale | Totale | Totale | Totale | DR |
| Competizione          | Punti | G      | V      | N      | P      | Gf     | Gs     | DR |
| --------------------- | ----- | ------ | ------ | ------ | ------ | ------ | ------ | -- |
| Campionato - Apertura | 21    | 19     | 5      | 6      | 8      | 23     | 26     | -3 |
| Campionato - Clausura | 22    | 19     | 6      | 4      | 9      | 16     | 21     | -5 |
| Sudamericana          | -     | 2      | 0      | 0      | 2      | 1      | 3      | -2 |
| Totale                | -     |        |        |        |        |        |        | -  |